# Genyodectes
Genyodectes („kousající čelist“) byl rod teropodního ceratosaurního dinosaura, žijícího v období spodní křídy (asi před 112 miliony let) na území dnešní Argentiny (provincie Chubut, geologické souvrství Cerro Barcino).

## Objev a zařazení

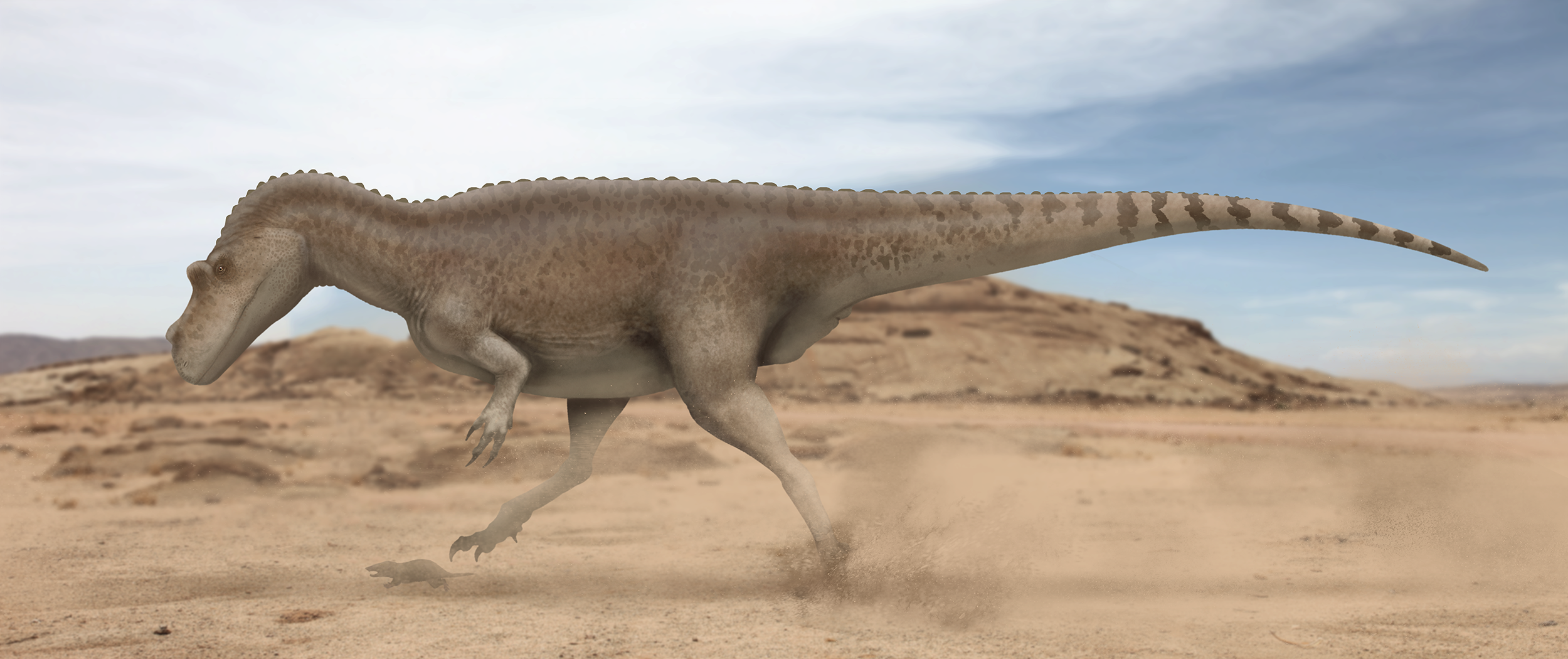
Genyodectes - paleoekologická rekonstrukce.

Fosilie byly objeveny v sedimentech souvrství Cerro Barcino a mají podobu nekompletní lebky. Zkameněliny formálně popsal britský paleontolog Sir Arthur Smith Woodward v roce 1901 jako v pořadí teprve druhého (neptačího) dinosaura, popsaného z území Jižní Ameriky. Dlouho byl tento taxon považován za nomen dubium (pochybné vědecké jméno), výzkum z posledních let ale ukázal, že se jedná pravděpodobně o platný rod a druh ceratosaurida, blízce příbuzného geologicky staršímu severoamerickému rodu Ceratosaurus. Společně dnes tyto rody tvoří dva známé zástupce čeledi Ceratosauridae. Genyodectes tedy představuje důkaz toho, že tato čeleď přežila z jury do spodní křídy a přinejmenším v Jižní Americe se těmto teropodům nejspíše dařilo ještě další desítky milionů let.

## Popis

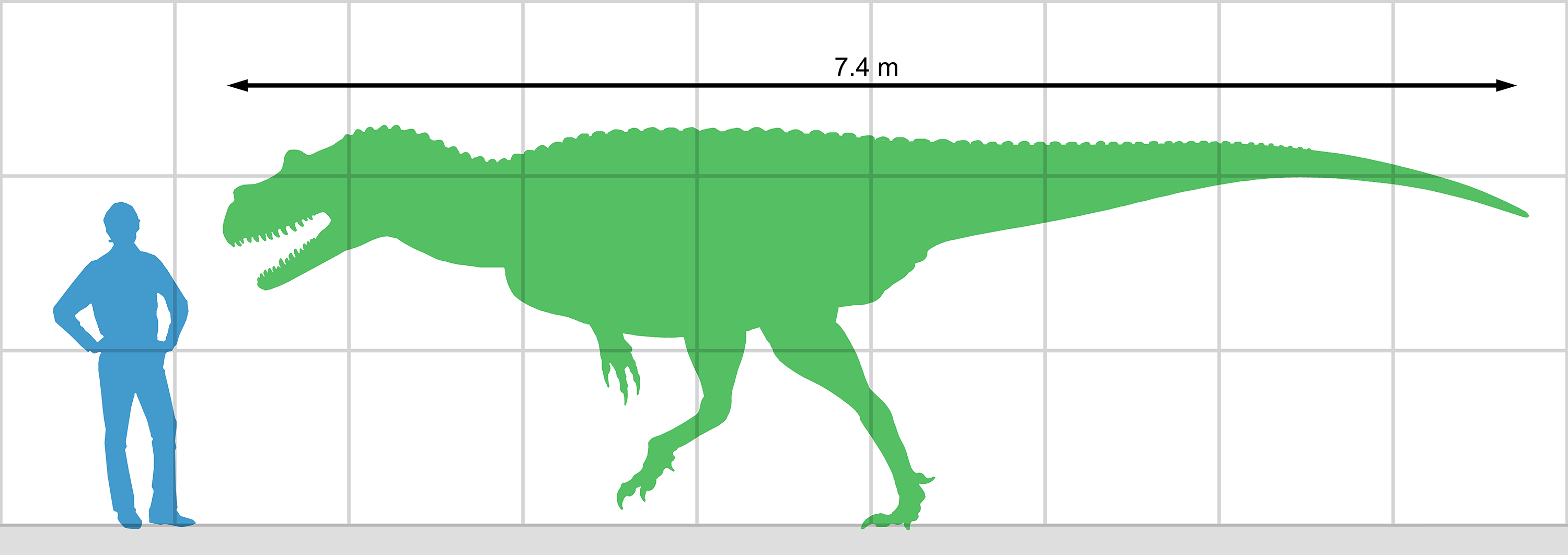
Genyodectes - velikostní porovnání s člověkem.

Genyodectes byl poměrně velkým teropodem, který dosahoval podle paleontologa Thomase R. Holtze, Jr. velikosti současného průměrně vzrostlého nosorožce (hmotnosti zhruba 1 až 2 tuny). Podle jiných odhadů měřil Genyodectes na délku asi 6,25 metru a zaživa vážil přibližně kolem 790 kilogramů.